# La Salle-les-Alpes
La Salle-les-Alpes is een gemeente in het Franse departement Hautes-Alpes in de regio Provence-Alpes-Côte d'Azur en telt 906 inwoners (2004). De plaats maakt deel uit van het arrondissement Briançon.

## Geografie
De oppervlakte van La Salle les Alpes bedraagt 35,0 km², de bevolkingsdichtheid is 25,9 inwoners per km².
De onderstaande kaart toont de ligging van La Salle-les-Alpes met de belangrijkste infrastructuur en aangrenzende gemeenten.

## Demografie
Onderstaande figuur toont het verloop van het inwonertal (bron: INSEE-tellingen).
Vanwege een beveiligingsprobleem met de MediaWiki Graph-software is het momenteel niet mogelijk deze grafiek weer te geven. Zodra de software is bijgewerkt zal de grafiek vanzelf weer zichtbaar worden.
1. ↑  Populations de référence 2022.